# Moa Hjelmer

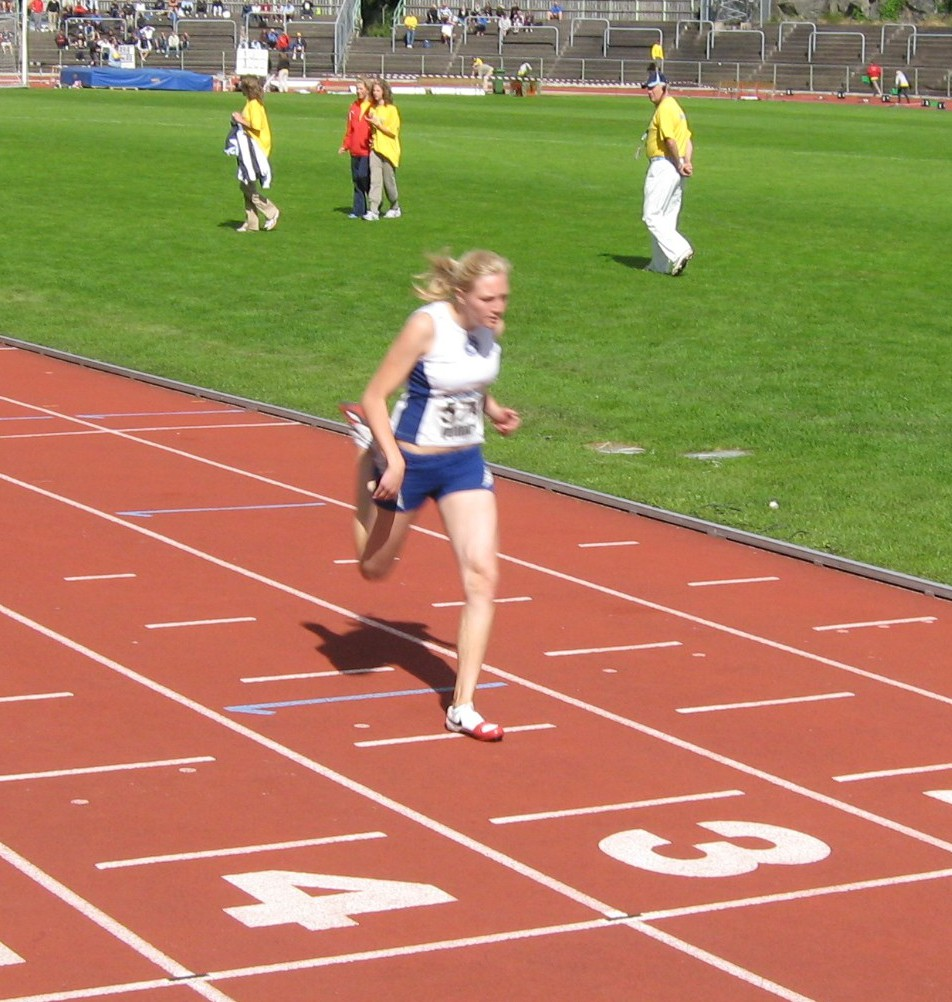
Moa Hjelmer vid Ungdoms-SM 2007.

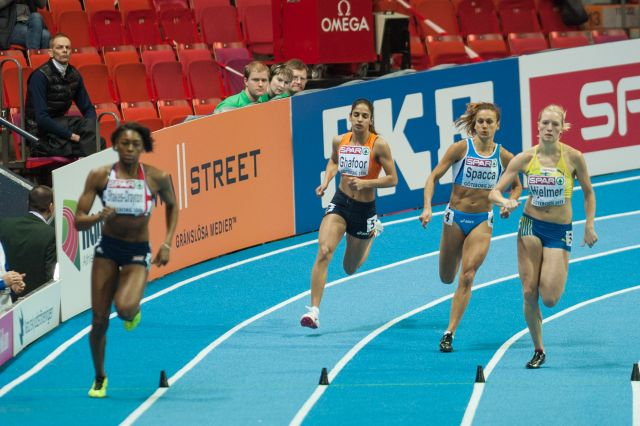
Moa Hjelmer (längst till höger) vid inomhus-EM i Göteborg 2013.

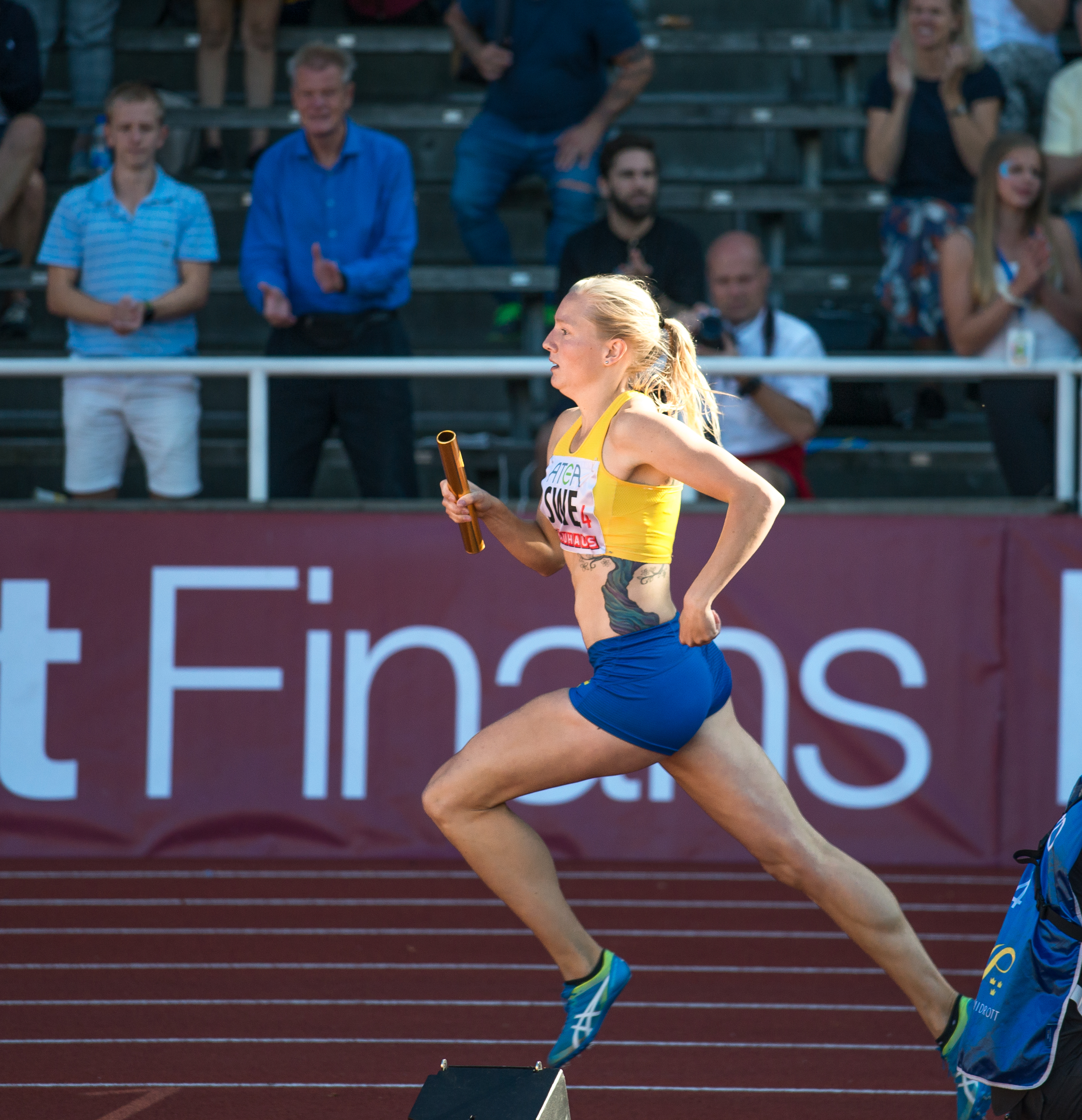
Moa Hjelmer i långa stafetten under Finnkampen på Stockholms stadion i augusti 2019.

Moa Elin Marianne Hjelmer, född 19 juni 1990 i Stockholm, är en svensk friidrottare som tävlar för Spårvägens FK.
Hon har ett EM-guld på 400 meter och fyra i svenska mästerskap.
I juniortävlingarna var hennes främsta merit silver på junior-EM i Ostrava 2011 på 200 meter med tiden 23,24. Hon är sedan 2011 svensk rekordhållare på 400 meter för dam-seniorer då hon slog det 25 år gamla rekordet.

## Karriär
Hjelmer har varit en del av Sveriges ungdomslandslag sedan 2006. 2007 deltog hon i Ungdoms-VM i Ostrava där hon slutade på en 17:e plats på 200 meter. Den 26 januari 2008 gjorde Hjelmer seniorlandslagsdebut under en 5-lagsmatch i Glasgow, där hon besegrade den välmeriterade tyskan Cathleen Tschirch.
På sommaren 2010 deltog hon vid EM i spanska Barcelona där hon med stafettlaget på 4 × 100 meter, ihop med Lena Berntsson, Elin Backman och Emma Rienas, lyckades ta sig till final och där kom sjua på nytt årsbästa.
I juli 2011 deltog hon vid U23-EM i Ostrava, Tjeckien och tog sig då via försök (vann sitt heat på 23,62) och semifinal (vann sitt heat på 23,20 vilket var säsongsbästa) till final. I finalen kom hon in på en bronsplats på 23,24. Ukrainskan Darya Pizhankova som kom först i mål diskvalificerades dock senare för doping så Hjelmers bronsmedalj byttes ut till en silvermedalj. Vid SM-tävlingarna i Gävle satte hon, den 14 augusti, nytt svenskt utomhusrekord på 400 meter slätt då hon förbättrade Ann-Louise Skoglunds tidigare rekord med 11 hundradelar (samt sitt eget personrekord från 53,34) till 51,58. Under sin debut i VM-sammanhang för seniorer (VM i Daegu i slutet av augusti 2011) kvalificerade hon sig för semifinal på 400 meter slätt genom att sluta trea med 52,26 i sitt försöksheat. Hon slogs dock ut i semifinalen (tid 52,35). På 200 meter slogs hon ut i försöksheaten.
I samband med #metoo-rörelsen berättade Moa Hjelmer den 23 november 2017 att hon blivit våldtagen av en annan aktiv friidrottare under Finnkampen 2011.
Vid 2012 års inomhus-VM i Istanbul gick Hjelmer med 54,01 vidare till semifinal där hon trots svenskt inomhusrekord 52,29 blev utslagen. Det nya rekordet var en förbättring av Ann-Louise Skoglunds 52,40 från 1986. I semifinalen under EM i Helsingfors 2012 förbättrade hon sitt svenska rekord på 400 meter med 18 hundradelar till 51,40 och i finalen dagen efter sänkte hon den svenska rekordtiden med ytterligare 27 hundradelar till 51,13 när hon vann EM-guld. Hjelmer uttogs därmed också till OS-truppen 2012 där hon dock inte gick till final. OS 2012 hölls cirka fem veckor efter EM.
Hjelmer fick pris som Årets nykomling på Idrottsgalan 2012 och fick även ta emot Lilla bragdguldet.
Under inomhussäsongen 2013 tävlade Hjelmer vid inomhus-EM i Göteborg och kom där på en bronsplats på 400 meter med nya svenska rekordet inomhus, 52,04, vilket var en förbättring av hennes eget rekord på 52,29 från året innan. Hon sprang, tillsammans med Josefin Magnusson, Frida Persson och Elin Moraiti, även lång stafett, 4 × 400 meter, men laget slogs ut direkt i försöken. Vid Diamond League-galan i Oslo 13 juni 2013 sprang Hjelmer 200 meter på personbästa, 23,19 sekunder. Detta placerade henne som fjärde bästa svenska kvinna genom tiderna på distansen. Bara Linda Haglund, Carolina Klüft och Emma Green hade vid den tiden sprungit snabbare.
Vid VM i Moskva i augusti 2013 blev Moa Hjelmer utslagen i försöken på både specialdistansen 400 meter (tid 52,39) och 200 meter (tid 23,33). Under VM-dagarna målade Hjelmer och Emma Green sina naglar i regnbågens färger för att visa sitt stöd för HBTQ-rörelsen. Under och i samband med Stockholm Pride uppmanades svenska idrottare att protestera mot HBTQ-personers inskränkta rättigheter i Ryssland.
I december 2013 meddelade Hjelmer att hon var gravid med sitt första barn och skulle ta timeout från friidrotten hela 2014.
År 2013 fick hon Stora grabbars och tjejers märke nummer 523 i friidrott.
År 2015 deltog Hjelmer i stafett 4×100 meter vid den andra upplagan av IAAF/BTC World Relays, som gick av stapeln i Nassau på Bahamas i början på maj. Laget (de andra var Pernilla Nilsson, Daniella Busk och Isabelle Eurenius) sprang försöksheatet på 44,81 och gick sedan vidare till B-finalen där de kom sjua med tiden 44,97. Vid Lag-SM i juli 2015 var Hjelmer tillbaka med vinnartiden 23,80 på 200 meter för Spårvägens FK.
År 2017 föddes hennes andra barn.
År 2024 inledde hon en avskedsturné för att avsluta karriären.

## Resultatutveckling
| Årtal | 60 meter | 100 meter | 200 meter | 400 meter |
| ----- | -------- | --------- | --------- | --------- |
| 2004  |          | 12,84     | 26,13     |           |
| 2005  |          | 12,99     | 25,67     |           |
| 2006  |          | 12,52     | 25,14     | 56,09     |
| 2007  |          | 12,35     | 24,19     | 54,97     |
| 2008  |          | 12,44*    | 24,25     | 54,12     |
| 2009  |          | 12,01     | 23,84     | 53,53     |
| 2010  | 7,84     | 12,23**   | 23,55     | 55,52     |
| 2011  |          | 11,99     | 23,20     | 51,58***  |
| 2012  | 7,52     | 11,69     | 23,32     | 51,13***  |
| 2013  |          |           | 23,19     |           |
| 2015  |          |           | 23,80     |           |
| 2017  |          | 12,34     | 24,68     | 57,40     |
| 2018  |          | 11,81     | 23,61     | 53,35     |
| 2019  | 7,65     |           | 23,51     | 53,10     |
| 2021  |          | 11,73     | 23,15     | 52,70     |

* = Under 2008 sprang hon 100 meter på tiden 12,13 i okänd vind

** = Under 2010 sprang hon 100 meter på tiden 11,86 i medvind

*** = Svenskt rekord på distansen vid tillfället

## Personliga rekord
| Utomhus - 100 meter – 11,65 (Karlstad, Sverige 22 juli 2015) - 100 meter – 11,58 (medvind) (Sundsvall, Sverige 28 juli 2013) - 200 meter – 23,15 (Stockholm, Sverige 5 september 2021) - 400 meter – 51,13 (Helsingfors, Finland 29 juni 2012) 0NR0 | Inomhus - 60 meter – 7,50 (Norrköping, Sverige 16 februari 2013) - 200 meter – 23,32 (Norrköping, Sverige 17 februari 2013) - 400 meter – 52,04 (Göteborg, Sverige 3 mars 2013) 0NR0 |